# Вільмош Кохут
Вільмош Кохут (угор. Kohut Vilmos, нар. 17 липня 1906, Будапешт — пом. 18 лютого 1986, Будапешт) — угорський футболіст, що грав на позиції лівого крайного нападника. По завершенні ігрової кар'єри — футбольний тренер. Виступав, зокрема, за клуби «Ференцварош» та «Марсель», а також національну збірну Угорщини. Чотириразовий чемпіон Угорщини і чемпіон Франції, володар Кубків Угорщини і Франції, володар Кубка Мітропи 1928 року, віце-чемпіон світу 1938 року.

## Клубна кар'єра
В 16-річному віці Кохут почав виступи в складі клубу «Сентльорінці», що грав у другому дивізіоні чемпіонату Будапешту, де й привернув до себе увагу представників «Ференцвароша». У складі нового клубу дебютував у квітні 1924 року в матчі проти клубу «Тьореквеш». Уже у наступному сезоні 1924-25 закріпився в основі клубу на позиції лівого крайнього нападника. Вільмош був швидким і невтомним гравцем, а ще володів дуже потужним і точним ударом з лівої ноги, тому швидко став улюбленцем уболівальників «зелено-білих», завдяки яким він і став Когутом, адже справжнє прізвище гравця звучить ближче до Кохаут (угор. Kohaut). Глядачі ж на трибунах скандували протяжне «Когууут», тому таке прізвище, зрештою, прижилося, а сам гравець не заперечував.
У 1926 році «Ференцварош» завоював чемпіонський титул, і, таким чином, зумів перервати серію з 10 поспіль перемог у чемпіонатах клубу МТК. Наступний сезон 1927 року став в Угорщині першим професіональним. «Ференцварош» упевнено здобув титул чемпіона з відривом сім очок від «Уйпешта», а також виграв кубок країни. Особисто для Когута цей сезон вийшов дуже вдалим, він забив 11 м'ячів у 17 матчах чемпіонату і ще 4 у 4 матчах національного кубку (у фіналі з «Уйпештом», щоправда, не забивав), а головне  — був визнаний найкращим гравцем сезону.
Ще більш успішним для команди став 1928 рік. Окрім чергових перемог у чемпіонаті і кубку, клуб здобув престижний міжнародний трофей — Кубок Мітропи, турнір для найсильніших клубів Центральної Європи. У 1927 році «Ференцварош» відмовився від участі у цьому турнірі, а ось у 1928 році зіграв і упевнено переміг. У чвертьфіналі команда розгромила югославський БСК — 7:0, 6:1, а у півфіналі була переможена австрійська «Адміра» (2:1, 1:0). У цих матчах Кохут не забивав, але сповна проявив бомбардирські якості у фіналі проти «Рапіда». Став автором двох голів у першому матчі, що завершився перемогою угорців 7:1, а також забив один з голів у матчі відповіді, що був програний 3:5. Багато забивав Вільмош на внутрішній арені  — 14 голів у 22 матчах чемпіонату і 7 голів у 5 матчах Кубку, в тому числі хет-трик у фінальному матчі проти команди  Аттіла (Мішкольц) (5:1).
В наступному сезоні команда лишилась без трофеїв, посівши в чемпіонаті друге місце. Від участі у Кубку Мітропи «Ференцварош» відмовився заради більш фінансово вигідного турне Південною Америкою. Протягом липня-серпня 1929 року клуб провів 14 матчів проти клубних команд і національних збірних Бразилії, Уругваю і Аргентини, здобувши 6 перемог при 6 поразках і 2 нічиїх. Найбільш славною для «Ференцвароша» стала перемога з рахунком 3:2 над діючими дворазовими олімпійськими чемпіонами і майбутніми чемпіонами світу  — збірною Уругваю (щоправда, через тиждень уругвайці взяли впевнений реванш  — 0:3). Кохут зіграв у 11 матчах з 14 і забив три м'ячі. Двічі відзначився у воротах аргентинського «Рівер Плейту» (4:3).
У наступні роки Вільмош продовжував стабільно виступати у складі «Ференцвароша», здобувши ще два титули: чемпіонський у 1932 році, і національний кубок у 1933 році. Особливо пам'ятною стала перемога у фіналі Кубку Угорщини. «Зелено-білі» розгромили одного з своїх головних конкурентів «Уйпешта» з рахунком 11:1 (на рахунку Когута 10-й гол у цьому матчі). Востаннє Вільмош зіграв за команду в середині червня 1933 року в товариському матчі з німецькою «Баварією» (2:3). Загалом з 1924 по 1933 рік Когут відіграв у складі «Ференцвароша» 434 матчі і забив у них 219 голів, а також 8 матчів і 5 голів є на його рахунку у складі змішаних команд. 179 матчів і 81 гол Вільмош зіграв у чемпіонаті, 29 матчів і 22 голи у Кубку Угорщини і 12 матчів і 3 м'ячі у Кубку Мітропи.
Влітку 1933 року футболіст перейшов до клубу «Марсель» з Франції, де незадовго до цього був запроваджений професіональний чемпіонат. Кохут одразу став ключовим гравцем клубу, а серед його партнерів по лінії атаки варто виділити ще одного угорця  — Йожефа Ейзенхоффера, майутнього головного тренера клубу. В першому сезоні в новому клубі Вільмош багато забивав (16 голів у 23 матчах чемпіонату і 10 голів у 10 матчах національного кубку), але трофеїв команда не здобула, діставшись до фіналу кубка і посівши третє місце в чемпіонаті. Тріумфував у тому сезоні клуб «Сет», у складі якого виділявся ще один угорець Іштван Лукач. Перший трофей у Франції Кохут завоював у 1935 році: здобув перемогу у Кубку Франції. «Марсель» здолав у фіналі «Ренн» з рахунком 3:0, а Вільмош забив один з голів своєї команди. Відзначився забитим голом Когут і у ще одному переможному фіналі кубку, що відбувся в 1938 році. З рахунком 2:1 його команда здолала «Мец». Між цими перемогами у Кубку країни «Марсель» також тріумфував у національному чемпіонаті. Це трапилось у 1937 році під керівництвом уже згаданого Ейзенхоффера. Загалом у складі французького клубу Когут зіграв 183 офіційних матчі, в яких забив 93 м'ячі. 
Завершив ігрову кар'єру Вільмош Кохут в угорському клубі Таксішок, де застав колишніх багаторічних партнерів по «Ференцварошу» бомбардира Йожефа Такача і його брата Гезу Такача у ролі тренера.

## Виступи за збірну
1925 року дебютував в офіційних матчах у складі національної збірної Угорщини в матчі проти Італії, що завершився виїзною перемогою угорців з рахунком 2:1. Перший гол забив у своєму шостому матчі у складі команди, що відбувся в червні 1926 року. Когут став автором переможного гола у воротах збірної Чехословаччини (2:1). Коли у 1927 році в угорський чемпіонат повернувся знаменитий нападник Ференц Хірзер, Вильмош продовжував незмінно грати в основі збірної. Хоча Хірзер в своєму новому клубі «Хунгарії» грав виключно лівого нападника, у збірній його перевели на позицію лівого інсайда, знайшовши місце обом гравцям. До слова, саме позиція лівого нападника в тій збірній була ледь не найсильнішою, адже у Когута з Хірзером був ще один дуже сильний конкурент  — один з лідерів третього угорського гранда «Уйпешта» Габор Сабо.
У червні 1927 року Кохут забив два м'ячі у знаменитому матчі проти Франції, що завершився погромом з рахунком 13:1. З цього матчу розпочалась серія з шести поєдинків поспіль, у яких Вільмош відзначався голами. Завершилась серія у травні 1928 року хет-триком у ворота найпринциповішого суперника угорців  — збірної Австрії (5:5).
Незважаючи на успішну гру у клубі, в 1929 році Кохут зовсім не викликався у збірну, а у 1930 - 1932 роках зіграв лише 5 матчів, у яких забив 1 м'яч. Після переїзду до Франції надовго випав з команди. Повернувся у 1938 році, щоб узяти участь у матчах чемпіонату світу, що проходив саме у Франції. Угорщина завоювала на чемпіонаті срібло, а сам Когут відіграв у двох перших матчах своєї команди у 1/8 і 1/4 фіналу. Відзначився голом у ворота екзотичної збірної Голландської Ост-Індії, котру перемогли з рахунком 6:0.
Загалом Когут провів у формі головної команди країни 25 матчів, забивши 14 голів.
Виступав також за збірну Будапешту і збірну угорських професіоналів (фактично, це була та ж збірна Угорщини). Зокрема, відзначився голом у матчі проти збірної Загребу (3:1) у 1924 році і збірної Мадриду (2:5).

## Кар'єра тренера
Розпочав тренерську кар'єру, ще продовжуючи грати на полі, 1938 року, очоливши тренерський штаб клубу «Марсель».
В подальшому очолював команду клубу «Нім-Олімпік».
Останнім місцем тренерської роботи був клуб «Антіб», команду якого Вільмош Кохут очолював як головний тренер до 1945 року.
Помер 18 лютого 1986 року на 80-му році життя у місті Будапешт.

## Статистика виступів

### Статистика виступів у клубах
| Клуб              | Сезон             | Ліга  | Ліга | Національні кубки | Національні кубки | Кубок Мітропи | Кубок Мітропи | Усього | Усього | Товариські матчі | Товариські матчі | Всього | Всього |
| Клуб              | Сезон             | Матчі | Голи | Матчі             | Голи              | Матчі         | Голи          | Матчі  | Голи   | Матчі            | Голи             | Матчі  | Голи   |
| ----------------- | ----------------- | ----- | ---- | ----------------- | ----------------- | ------------- | ------------- | ------ | ------ | ---------------- | ---------------- | ------ | ------ |
| Ференцварош       | 1923/24           | 1     | 0    | -                 | -                 | -             | -             | 1      | 0      | 9                | 2                | 10     | 2      |
| Ференцварош       | 1924/25           | 26    | 14   | 4                 | 2                 | -             | -             | 30     | 16     | 24               | 10               | 54     | 26     |
| Ференцварош       | 1925/26           | 12    | 7    | 0                 | 0                 | -             | -             | 12     | 7      | 10               | 5                | 22     | 12     |
| Ференцварош       | 1926/27           | 17    | 11   | 4                 | 4                 | 0             | 0             | 21     | 15     | 27               | 29               | 48     | 44     |
| Ференцварош       | 1927/28           | 22    | 14   | 5                 | 7                 | 0             | 0             | 27     | 21     | 34               | 21               | 61     | 42     |
| Ференцварош       | 1928/29           | 20    | 7    | -                 | -                 | 6             | 3             | 26     | 10     | 10               | 4                | 36     | 14     |
| Ференцварош       | 1929/30           | 22    | 7    | 3                 | 2                 | 4             | 0             | 29     | 9      | 25               | 16               | 54     | 25     |
| Ференцварош       | 1930/31           | 16    | 4    | 5                 | 2                 | 0             | 0             | 21     | 6      | 26               | 6                | 47     | 12     |
| Ференцварош       | 1931/32           | 21    | 9    | 5                 | 2                 | 2             | 0             | 28     | 11     | 21               | 10               | 49     | 21     |
| Ференцварош       | 1932/33           | 22    | 8    | 3                 | 3                 | 0             | 0             | 25     | 11     | 28               | 10               | 53     | 21     |
| Ференцварош       | Загалом           | 179   | 81   | 29                | 22                | 12            | 3             | 220    | 106    | 214              | 113              | 434    | 219    |
| Олимпік (Марсель) | 1933/34           | 23    | 16   | 10                | 10                | -             | -             | 33     | 26     | ?                | ?                | ?      | ?      |
| Олимпік (Марсель) | 1934/35           | 27    | 11   | 6                 | 4                 | -             | -             | 33     | 16     | ?                | ?                | ?      | ?      |
| Олимпік (Марсель) | 1935/36           | 29    | 10   | 4                 | 2                 | -             | -             | 33     | 12     | ?                | ?                | ?      | ?      |
| Олимпік (Марсель) | 1936/37           | 18    | 7    | 3                 | 4                 | -             | -             | 21     | 11     | ?                | ?                | ?      | ?      |
| Олимпік (Марсель) | 1937/38           | 25    | 12   | 8                 | 8                 | -             | -             | 33     | 20     | ?                | ?                | ?      | ?      |
| Олимпік (Марсель) | 1938/39           | 28    | 8    | 2                 | 1                 | -             | -             | 30     | 8      | ?                | ?                | ?      | ?      |
| Олимпік (Марсель) | Загалом           | 150   | 64   | 33                | 29                | 0             | 0             | 183    | 93     | ?                | ?                | 183+   | 93+    |
| Таксішок          | 1939/40           | 7     | 0    | -                 | -                 | 0             | 0             | 7      | 0      | ?                | ?                | ?      | ?      |
| Таксішок          | Загалом           | 7     | 0    | 0                 | 0                 | 0             | 0             | 7      | 0      | ?                | ?                | 7+     | ?      |
| Всього за кар'єру | Всього за кар'єру | 336   | 145  | 62                | 51                | 12            | 3             | 410    | 199    | 214+             | 113+             | 624+   | 312+   |

### Статистика виступів за збірну
| Дата       | Місто    | Господарі      | Результат | Гості                   | Турнір                   | Голи | Примітки |
| ---------- | -------- | -------------- | --------- | ----------------------- | ------------------------ | ---- | -------- |
| 18/01/1925 | Мілан    | Італія         | 1 – 2     | Угорщина                | товариський матч         | -    |          |
| 05/05/1925 | Відень   | Австрія        | 3 – 1     | Угорщина                | товариський матч         | -    |          |
| 11/10/1925 | Прага    | Чехословаччина | 2 – 0     | Угорщина                | товариський матч         | -    |          |
| 02/05/1926 | Будапешт | Угорщина       | 0 – 3     | Австрія                 | товариський матч         | -    |          |
| 06/06/1926 | Будапешт | Угорщина       | 2 – 1     | Чехословаччина          | товариський матч         | 1    |          |
| 19/09/1926 | Відень   | Австрія        | 2 – 3     | Угорщина                | товариський матч         | 1    |          |
| 14/11/1926 | Будапешт | Угорщина       | 3 – 1     | Швеція                  | товариський матч         | 1    |          |
| 19/12/1926 | Віго     | Іспанія        | 4 – 2     | Угорщина                | товариський матч         | -    |          |
| 10/04/1927 | Відень   | Австрія        | 6 – 0     | Угорщина                | товариський матч         | -    |          |
| 24/04/1927 | Прага    | Чехословаччина | 4 – 1     | Угорщина                | товариський матч         | -    |          |
| 12/06/1927 | Будапешт | Угорщина       | 13 – 1    | Франція                 | товариський матч         | 2    |          |
| 25/09/1927 | Будапешт | Угорщина       | 5 – 3     | Австрія                 | Кубок Центральної Європи | -    |          |
| 09/10/1927 | Будапешт | Угорщина       | 1 – 2     | Чехословаччина          | товариський матч         | 1    |          |
| 25/03/1928 | Рим      | Італія         | 4 – 3     | Угорщина                | Кубок Центральної Європи | -    |          |
| 22/04/1928 | Будапешт | Угорщина       | 2 – 0     | Чехословаччина          | Кубок Центральної Європи | -    |          |
| 06/05/1928 | Будапешт | Угорщина       | 5 – 5     | Австрія                 | товариський матч         | 3    |          |
| 07/10/1928 | Відень   | Австрія        | 5 – 1     | Угорщина                | Кубок Центральної Європи | -    |          |
| 01/11/1928 | Будапешт | Угорщина       | 3 – 1     | Швейцарія               | Кубок Центральної Європи | -    |          |
| 01/05/1930 | Прага    | Чехословаччина | 1 – 1     | Угорщина                | товариський матч         | -    |          |
| 01/06/1930 | Будапешт | Угорщина       | 2 – 1     | Австрія                 | товариський матч         | 1    |          |
| 08/06/1930 | Будапешт | Угорщина       | 6 – 2     | Нідерланди              | товариський матч         | -    |          |
| 21/05/1931 | Белград  | Югославія      | 3 – 2     | Угорщина                | товариський матч         | -    |          |
| 24/04/1932 | Відень   | Австрія        | 8 – 2     | Угорщина                | товариський матч         | -    |          |
| 05/06/1938 | Реймс    | Угорщина       | 6 – 0     | Нідерландська Ост-Індія | ЧС 1938 - 1/8 фіналу     | 1    |          |
| 12/06/1938 | Лілль    | Швейцарія      | 0 – 2     | Угорщина                | ЧС 1938 - чвертьфінал    | -    |          |
| Усього     |          | Матчів         | 25        |                         | Голів                    | 14   |          |

## Титули і досягнення
- Срібний призер чемпіонату світу: 1938
- Володар Кубка Мітропи: 1928
- Чемпіон Угорщини: 1925-26, 1926–27, 1927–28, 1931–32
- Срібний призер Чемпіонату Угорщини: 1923–24, 1924–25, 1928–29, 1929–30
- Бронзовий призер Чемпіонату Угорщини: 1930–31, 1932–33
- Володар Кубка Угорщини: 1926–27, 1927–28, 1932–33
- Фіналіст Кубка Угорщини: 1930–31, 1931–32
- Чемпіон Франції: 1936–37
- Срібний призер чемпіонату Франції: 1937–38, 1938–39
- Бронзовий призер чемпіонату Франції: 1933–34
- Володар Кубка Франції: 1934–35, 1937–38
- Фіналіст Кубка Франції: 1933–34
- Найкращий футболіст Угорщини 1927